# 家伝薬
家伝薬（かでんやく）とは、代々続く旧家などに伝えられている独特の民間薬。
医師の家では勿論のこと、神官や僧侶、武家などの家で伝えられることが多く、中には神仏や河童・龍と言った伝承上の生き物、空海（弘法大師）などの僧侶によって伝授されたとする「言い伝え」が付与されることもあった。近世には家訓と並んでその家において代々大切に伝えられた。
その製法については門外不出とされることが多かったが、江戸時代に幕府が幕府の御典医などに製法の公開・頒布を求めて民間の医療の質を高めようとした。また、民間でも処方を秘したまま家伝薬を商品化して販売するケースが現れ、後の製薬業のルーツとなった。
近代以降も家伝薬が商品化されたものが販売されていたケースがあるが、1943年・1948年の薬事法改正によって製薬に関する許可制度が強化され、家伝薬の製造・販売が困難となって廃止されたものが多い。